# Karin Junger
 Karin Junger, née en 1957 dans la Région de Bruxelles-Capitale, est une réalisatrice et scénariste belge d'expression néerlandaise.

## Filmographie
- 1988 : Birthplace Unknown[2]
- 1992 : Act of Love[3]
- 2002 : Mama Benz and the Taste of Money[4]
- 2003 : Great![5]
- 2006 : Bolletjes Blues : co-réalisé avec Brigit Hillenius[6]
- 2014 : Sexy Money[7]
- 2017 : Me, Alone in the Classroom